# كازوسا موراي
كازوسا موراي (باليابانية: 村井 かずさ) مواليد 28 ديسمبر 1975 في ناغويا، آيتشي، اليابان، هي مؤدية أصوات يابانية.

## الأعمال

### أنمي
- هايبانه رينمه - نيمو
- بوكيمون
- شوجو شارا
- همتارو
- شوجو شارا
- ترانسفورمرز: برايم

### دبلجة
- الجاسوسات

## وصلات خارجية
- كازوسا موراي على موقع ميوزك برينز (الإنجليزية)
- كازوسا موراي على موقع قاعدة بيانات الفيلم (الإنجليزية)
- كازوسا موراي على موقع ANN person (الإنجليزية)